# Жужанна Хорват
Жужанна Хорват (угор. Zsuzsanna Horváth) — угорська дипломатка. Постійний представник Угорщини при Організації Об'єднаних Націй (з 16 лютого 2021).

## Життєпис
Пані Хорват, отримала ступінь доктора права та політичних наук, також здобула ступінь магістра в Католицькому університеті Петера Пазманя в Угорщині.
З 2007 по 2012 роки пані Хорват була суддею у Верховному суді Угорщини. З 2002 по 2007 роки вона працювала в тому самому суді як юридичний редактор, суддя-стажист і секретар суду, а до цього була радником Комітету Національної асамблеї з питань охорони здоров'я та соціальних питань з 1999 по 2000 рік. З березня 2013 по червень 2014 року вона обіймала посаду заступника державного секретаря із зовнішньоекономічних зв'язків у Державному секретаріаті закордонних справ і зовнішньої торгівлі в Офісі Прем'єр-міністра, а раніше виконувала обов'язки Генерального директора із закордонних справ з 2012 по 2013 рік.
До свого призначення в Нью-Йорк, пані Хорват була постійним представником Угорщини в офісі ООН у Женеві, а також у Світовій організації торгівлі (СОТ) та інших міжнародних організаціях у Швейцарії, починаючи з 2014 року.